# Базети (Лука)
Базети је насеље у Италији у округу Лука, региону Тоскана.
Према процени из 2011. у насељу је живело 56 становника. Насеље се налази на надморској висини од 95 м.